# Rosa sergievskiana
Rosa sergievskiana es una especie de planta del género Rosa, de la familia Rosaceae.

## Taxonomía
Rosa sergievskiana fue descrita por Polozhij y T. A. Prozorova en 1975.

## Distribución
Se encuentra en el territorio de Kazajistán.